# 羽尾跳鼠
羽尾跳鼠（学名：Scirtopoda telum）为跳鼠科羽尾跳鼠属的动物。在中国大陆，分布于新疆（北部）等地，多栖息于荒漠以及半荒漠。该物种的模式产地在前苏联咸海地区。

## 亚种
- 羽尾跳鼠北疆亚种（学名：Scirtopoda telum karelini），Selewin于1934年命名。在中国大陆，分布于新疆等地。该物种的模式产地在哈萨克斯坦赛米巴拉金斯克。[2]